# Nebenstrafrecht
Zum Nebenstrafrecht werden alle Strafnormen gerechnet, die nicht im Strafgesetzbuch (Kernstrafrecht), sondern in anderen Rechtsnormen (Gesetze, aber auch strafbewehrte Rechtsverordnungen) enthalten sind.
Diese Normen ließen sich dann als Nebengesetze bezeichnen, auch wenn dies eine eher ungewöhnliche Terminologie ist. Während der Begriff Nebenstrafrecht eine bestimmte Rechtsmaterie bezeichnet, handelt es sich bei einer Nebenstrafe um die mögliche rechtliche Folge einer Straftat (neben der Hauptstrafe). Häufig treten die Strafvorschriften in den Gesetzen ebenfalls nur als Nebenaspekt auf (zum Beispiel im Handelsgesetzbuch oder im Straßenverkehrsgesetz). Daneben gibt es eine kleine Gruppe Gesetze, die ausschließlich Strafvorschriften enthalten.
Eine besondere Rolle nimmt das Jugendgerichtsgesetz ein, es befasst sich mit 14- bis 21-Jährigen, beinhaltet aber auch sozialrechtliche Positionen.
Der Allgemeine Teil des Strafgesetzbuches (StGB) mit seinen allgemeinen strafrechtlichen Bestimmungen und Definitionen ist auf die Normen des Nebenstrafrechts anwendbar, sofern in den jeweiligen nebenstrafrechtlichen Normen die Einzelfrage nicht mittels speziellerer Bestimmungen gesondert geregelt wird.

## Nebenstrafrecht in Deutschland
Die nachfolgende Auflistung erhebt keinen Anspruch auf Vollständigkeit, enthält aber die meisten Strafvorschriften des Nebenstrafrechts auf Bundesebene.
| Abk.                   | Name des Gesetzes | Paragraph                                    |
| ---------------------- | --- | -------------------------------------------- |
| AbfVerbrG              | Abfallverbringungsgesetz | §§ 18a bis 18b                               |
| AdVermiG               | Adoptionsvermittlungsgesetz | § 14b                                        |
| AGeV                   | Alkoholhaltige-Getränke-Verordnung | § 12                                         |
| AktG                   | Aktiengesetz | §§ 399 bis 404                               |
| AMG                    | Arzneimittelgesetz | §§ 95 und 96                                 |
| AntarktUmwSchProtAG    | Umweltschutzprotokoll-Ausführungsgesetz | § 37                                         |
| AntiDopG               | Anti-Doping-Gesetz | § 4                                          |
| AO                     | Abgabenordnung | §§ 369 bis 376                               |
| ApoG                   | Apothekengesetz | § 23                                         |
| AÜG                    | Arbeitnehmerüberlassungsgesetz | §§ 15 und 15a                                |
| ArbGG                  | Arbeitsgerichtsgesetz | § 26 Abs. 2                                  |
| ArbSchG                | Arbeitsschutzgesetz | § 26                                         |
| ArbZG                  | Arbeitszeitgesetz | § 23                                         |
| AromenDV               | Aromendurchführungsverordnung | § 6                                          |
| ASG                    | Arbeitssicherstellungsgesetz | § 32 Abs. 5                                  |
| AsylG                  | Asylgesetz | §§ 84 bis 85                                 |
| AufenthG               | Aufenthaltsgesetz | §§ 95 bis 97                                 |
| AufsRatAbkCHEG         | Gesetz zu dem Vertrag zwischen der Bundesrepublik Deutschland und der Schweizerischen Eidgenossenschaft über die Regelung von Fragen, welche die Aufsichtsräte der in der Bundesrepublik Deutschland zum Betrieb von Grenzkraftwerken am Rhein errichteten Aktiengesellschaften betreffen | Art. 2 § 5                                   |
| AusgStG                | Ausgangsstoffgesetz | § 13                                         |
| AuslPflVG              | Auslandsfahrzeug-Pflichtversicherungsgesetz | § 18                                         |
| AWG                    | Außenwirtschaftsgesetz | §§ 17 und 18                                 |
| AZRG                   | AZR-Gesetz | § 42                                         |
| BÄO                    | Bundesärzteordnung | § 13                                         |
| BApO                   | Bundes-Apotherkerordnung | § 13                                         |
| BauPG                  | Bauproduktengesetz | § 9                                          |
| BBankG                 | Bundesbankgesetz | § 35                                         |
| BBergG                 | Bundesberggesetz | § 146                                        |
| BDSG                   | Bundesdatenschutzgesetz | § 42                                         |
| BetrVG                 | Betriebsverfassungsgesetz | §§ 119 und 120                               |
| BJagdG                 | Bundesjagdgesetz | §§ 38 und 38a                                |
| BKAG                   | Bundeskriminalamtgesetz | § 87                                         |
| BLG                    | Bundesleistungsgesetz | § 85                                         |
| BTÄO                   | Bundes-Tierärzteordnung | § 14                                         |
| BtMG                   | Betäubungsmittelgesetz | §§ 29 bis 31                                 |
| BNatSchG               | Bundesnaturschutzgesetz | §§ 71 und 71a                                |
| BNDG                   | BND-Gesetz | § 66                                         |
| BKRG                   | Bundeskrebsregistergesetz | § 13                                         |
| BörsG                  | Börsengesetz | § 49                                         |
| BStatG                 | Gesetz über die Statistik für Bundeszwecke | § 22                                         |
| BVFG                   | Bundesvertriebenengesetz | §§ 98 und 99                                 |
| BWildSchV              | Bundeswildschutzverordnung | § 5a                                         |
| ChemBiozidDV           | Biozidrechts-Durchführungsverordnung | § 17 Absatz 3                                |
| ChemG                  | Chemikaliengesetz | §§ 27 bis 27c                                |
| ChemKlimaschutzV       | Chemikalien-Klimaschutzverordnung | § 11                                         |
| ChemSanktionsV         | Chemikalien-Sanktionsverordnung | §§ 1, 4, 6, 8, 10, 12, 14                    |
| ChemVerbotsV           | Chemikalien-Verbotsverordnung | § 13                                         |
| ChemVOCFarbV           | Lösemittelhaltige Farben- und Lack-Verordnung | § 7                                          |
| CWÜAG                  | Ausführungsgesetz zum Chemiewaffenübereinkommen | §§ 16 bis 19                                 |
| CWÜV                   | Ausführungsverordnung zum Chemiewaffenübereinkommen | § 13                                         |
| DepotG                 | Depotgesetz | §§ 34, 35, 37                                |
| DesignG                | Designgesetz | §§ 51 und 65                                 |
| EBRG                   | Europäische-Betriebsräte-Gesetz | §§ 43 und 44                                 |
| EGGenTDurchfG          | EG-Gentechnik-Durchführungsgesetz | § 6                                          |
| EnWG                   | Energiewirtschaftsgesetz | §§ 95a und 95b                               |
| ESchG                  | Embryonenschutzgesetz | §§ 1 bis 7 und 11                            |
| EnSiG                  | Energiesicherungsgesetz | § 15                                         |
| EssigV                 | Verordnung über den Verkehr mit Essig und Essigessenz | § 5                                          |
| ESVG                   | Ernährungssicherstellungs- und -vorsorgegesetz | § 20                                         |
| EuGewSchVG             | EU-Gewaltschutzverfahrensgesetz | § 24                                         |
| EuRFVerhÜbkG           | Gesetz zu dem Europäischen Übereinkommen vom 22. Januar 1965 zur Verhütung von Rundfunksendungen, die von Sendestellen außerhalb der staatlichen Hoheitsgebiete gesendet werden | Art. 2                                       |
| EWIVAG                 | Gesetz zur Ausführung der EWG-Verordnung über die Europäische wirtschaftliche Interessenvereinigung | §§ 13 und 14                                 |
| FlaggRG                | Flaggenrechtsgesetz | § 15                                         |
| FoVG                   | Forstvermehrungsgutgesetz | § 22                                         |
| FreizügG/EU            | Freizügigkeitsgesetz/EU | § 9                                          |
| FrSaftErfrischGetrTeeV | Fruchtsaft- und Erfrischungsgetränke- und Teeverordnung | § 8                                          |
| G 10                   | Artikel 10-Gesetz | § 18                                         |
| GasgeräteDG            | Gasgerätedurchführungsgesetz | § 9                                          |
| GebrMG                 | Gebrauchsmustergesetz | § 25                                         |
| GefStoffV              | Gefahrstoffverordnung | § 22 Abs. 2 und § 24 Abs. 2                  |
| GenDG                  | Gendiagnostikgesetz | § 25                                         |
| GenG                   | Genossenschaftsgesetz | §§ 147 bis 151a                              |
| GenTG                  | Gentechnikgesetz | § 39                                         |
| GeschGehG              | Gesetz zum Schutz von Geschäftsgeheimnissen | § 23                                         |
| GewO                   | Gewerbeordnung | §§ 148 bis 148b                              |
| GewSchG                | Gewaltschutzgesetz | § 4                                          |
| GGBefG                 | Gefahrgutbeförderungsgesetz | § 11                                         |
| GmbHG                  | GmbH-Gesetz | §§ 82 bis 86                                 |
| GÜG                    | Grundstoffüberwachungsgesetz | § 19                                         |
| HAG                    | Heimarbeitsgesetz | §§ 31 und 32                                 |
| HalblSchG              | Halbleiterschutzgesetz | § 10                                         |
| HGB                    | Handelsgesetzbuch | §§ 331 bis 333a, 335b, 340 m, 341 m und 341p |
| HeilprG                | Heilpraktikergesetz | § 5                                          |
| HolzSiG                | Holzhandels-Sicherungs-Gesetz | § 8                                          |
| HonigV                 | Honigverordnung | § 5                                          |
| HundVerbrEinfG         | Hundeverbringungs- und -einfuhrbeschränkungsgesetz | § 5                                          |
| HWG                    | Heilmittelwerbegesetz | § 14                                         |
| IfSG                   | Infektionsschutzgesetz | §§ 74 bis 76                                 |
| IGV-DG                 | Gesetz zur Durchführung der Internationalen Gesundheitsvorschriften | § 22                                         |
| IntBestG               | Gesetz zur Bekämpfung internationaler Bestechung | § 2                                          |
| InsO                   | Insolvenzordnung | § 15a Abs. 4                                 |
| IntPatÜbkG             | Gesetz über internationale Patentübereinkommen | Art. II § 14                                 |
| JArbSchG               | Jugendarbeitsschutzgesetz | § 58                                         |
| JuSchG                 | Jugendschutzgesetz | § 27                                         |
| KAGB                   | Kapitalanlagegesetzbuch | § 339                                        |
| KaffeeV                | Verordnung über Kaffe, Kaffee- und Zichorien-Extrakte | § 5                                          |
| KäseV                  | Käseverordnung | § 30                                         |
| KastrG                 | Gesetz über die freiwillige Kastration und andere Behandlungsmethoden | § 7                                          |
| KCanG                  | Konsumcannabisgesetz | §§ 34-35a                                    |
| KGSG                   | Kulturgutschutzgesetz | § 83                                         |
| KonfV                  | Konfitürenverordnung | § 5                                          |
| KonvBehSchG            | Gesetz zum Schutz vor Konversionsbehandlungen | § 5                                          |
| KrWaffKontrG           | Kriegswaffenkontrollgesetz | §§ 19 bis 20a, 22a                           |
| KunstUrhG              | Gesetz betreffend das Urheberrecht an Werken der bildenden Künste und der Photographie | § 33                                         |
| KVLG                   | Zweites Gesetz über die Krankenversicherung der Landwirte | § 57                                         |
| KWG                    | Kreditwesengesetz | §§ 54 bis 55b                                |
| LadSchlG               | Ladenschlussgesetz | § 25                                         |
| LFGB                   | Lebensmittel- und Futtermittelgesetzbuch | §§ 58 und 59                                 |
| LMBestrV               | Lebensmittelbestrahlungsverordnung | § 8                                          |
| LMIDV                  | Lebensmittelinformations-Durchführungsverordnung | § 6                                          |
| LMZDV                  | Lebensmittelzusatzstoff-Durchführungsverordnung | § 6                                          |
| LSpG                   | Lebensmittelspezialitätengesetz | § 7                                          |
| LuftSiG                | Luftsicherheitsgesetz | §§ 19 und 20                                 |
| LuftVG                 | Luftverkehrsgesetz | §§ 59 bis 62                                 |
| MarkenG                | Markengesetz | §§ 143 bis 144                               |
| MBergG                 | Meeresbodenbergbaugesetz | § 12                                         |
| MedCanG                | Medizinal-Cannabisgesetz | § 25                                         |
| MgVG                   | Gesetz über die Mitbestimmung der Arbeitnehmer bei einer grenzüberschreitenden Verschmelzung | § 34                                         |
| MilchErzV              | Milcherzeugnisverordnung | § 7                                          |
| MilchMargG             | Milch- und Margarinegesetz | § 8                                          |
| Min/TafelWV            | Mineral- und Tafelwasser-Verordnung | § 17                                         |
| MPDG                   | Medizinprodukterecht-Durchführungsgesetz | §§ 92 und 93                                 |
| MüG                    | Marktüberwachungsgesetz | § 22                                         |
| MuSchG                 | Mutterschutzgesetz | § 33                                         |
| NemV                   | Nahrungsergänzungsmittelverordnung | § 6                                          |
| NpSG                   | Neue-psychoaktive-Stoffe-Gesetz | § 4                                          |
| NTSG                   | NATO-Truppenstatut | § 1                                          |
| ÖkoKennzG              | Öko-Kennzeichengesetz | § 3                                          |
| ÖLG                    | Öko-Landbaugesetz | § 12                                         |
| ÖlSG                   | Ölschadengesetz | § 8                                          |
| PartG                  | Parteiengesetz | § 31d                                        |
| PassG                  | Passgesetz | § 24                                         |
| PatG                   | Patentgesetz | § 142                                        |
| PfandBG                | Pfandbriefgesetz | § 38                                         |
| PflSchAnwV             | Pflanzenschutz-Anwendungsverordnung | § 8                                          |
| PlfSchG                | Pflanzenschutzgesetz | § 69                                         |
| PflVG                  | Pflichtversicherungsgesetz | § 6                                          |
| PolAbk D-A             | Gesetz zu dem Vertrag vom 10. November und 19. Dezember 2003 zwischen der Bundesrepublik Deutschland und der Republik Österreich über die grenzüberschreitende Zusammenarbeit zur polizeilichen Gefahrenabwehr und in strafrechtlichen Angelegenheiten | Art. 1 i.V:m. Art. 28 des Abkommens          |
| PolAbk D-CH            | Gesetz zu den Verträgen vom 27. April 1999 und 8. Juli 1999 zwischen der Bundesrepublik Deutschland und der Schweizerischen Eidgenossenschaft über grenzüberschreitende polizeiliche Zusammenarbeit, Auslieferung, Rechtshilfe sowie zu dem Abkommen vom 8. Juli 1999 zwischen der Bundesrepublik Deutschland und der Schweizerischen Eidgenossenschaft über Durchgangsrechte                                                   | Art. 1 I i.V.m. Art. 33 des Abkommens        |
| PolAbk D-CZ            | Gesetz zu dem Vertrag vom 28. April 2015 zwischen der Bundesrepublik Deutschland und der Tschechischen Republik über die polizeiliche Zusammenarbeit und zur Änderung des Vertrages vom 2. Februar 2000 zwischen der Bundesrepublik Deutschland und der Tschechischen Republik über die Ergänzung des Europäischen Übereinkommens über die Rechtshilfe in Strafsachen vom 20. April 1959 und die Erleichterung seiner Anwendung | Art. 1 i.V.m. Art. 23 Abs. 5 des Abkommens   |
| PolAbk D-FR            | Gesetz zu dem Abkommen vom 9. Oktober 1997 der Regierung der Bundesrepublik Deutschland und der Regierung der Französischen Republik über die Zusammenarbeit der Polizei- und Zollbehörden in den Grenzgebieten | Art. 1 i.V.m. Art. 12 des Abkommens          |
| PolAbk D-NL            | Gesetz zu dem Abkommen vom 2. März 2005 zwischen der Bundesrepublik Deutschland und dem Königreich der Niederlande über die grenzüberschreitende polizeiliche Zusammenarbeit und die Zusammenarbeit in strafrechtlichen Angelegenheiten | Art. 1 i.V.m. Art. 33 des Abkommens          |
| PolAbk D-PL            | Gesetz zu dem Abkommen vom 15. Mai 2014 der Regierung der Bundesrepublik Deutschland und der Regierung der Republik Polen über die Zusammenarbeit der Polizei-, Grenz- und Zollbehörden | Art. 1 i.V.m. Art. 35 des Abkommens          |
| ProdSG                 | Produktsicherheitsgesetz | § 29                                         |
| PSA-DG                 | PSA-Durchführungsgesetz | § 9                                          |
| PublG                  | Publizitätsgesetz | §§ 17 bis 19                                 |
| RennwLottG             | Rennwett- und Lotteriegesetz | § 4                                          |
| SatDSiG                | Satellitendatensicherheitsgesetz | § 29                                         |
| SchwarzArbG            | Schwarzarbeitsbekämpfungsgesetz | §§ 10 bis 11                                 |
| SCEAG                  | SCE-Ausführungsgesetz | § 36                                         |
| SCEBG                  | SCE-Beteiligungsgesetz | § 47                                         |
| SEAG                   | Ausführungsgesetz zur Europäischen Gesellschaft | § 53                                         |
| SEBG                   | SE-Beteiligungsgesetz | § 45                                         |
| SeeArb                 | Seearbeitsgesetz | § 146                                        |
| SeeFischG              | Seefischereigesetz | § 19                                         |
| SeeVersNachwG          | Seeversicherungsnachweisgesetz | § 11                                         |
| SeilbDG                | Seilbahndurchführungsgesetz | § 5                                          |
| SGB V                  | Fünftes Buch Sozialgesetzbuch | §§ 398 und 399                               |
| SGB VIII               | Achtes Buch Sozialgesetzbuch | § 105                                        |
| SGB IX                 | Neuntes Buch Sozialgesetzbuch | §§ 237a und 237b                             |
| SGB X                  | Zehntes Buch Sozialgesetzbuch | § 85a                                        |
| SGG                    | Sozialgerichtsgesetz | § 20 Abs. 2                                  |
| SklHG                  | Gesetz betreffend die Bestrafung des Sklavenraubes und des Sklavenhandels | § 2                                          |
| SortSchG               | Sortenschutzgesetz | § 39                                         |
| SprengG                | Sprengstoffgesetz | §§ 40 und 42                                 |
| SprAuG                 | Sprecherausschussgesetz | §§ 34 und 35                                 |
| SpTrUG                 | Gesetz über die Spaltung der von der Treuhandanstalt verwalteten Unternehmen | § 15                                         |
| StAG                   | Staatsangehörigkeitsgesetz | § 42                                         |
| StaRUG                 | Unternehmensstabilisierungs- und -restrukturierungsgesetz | § 42                                         |
| StUG                   | Stasi-Unterlagen-Gesetz | § 44                                         |
| StVG                   | Straßenverkehrsgesetz | §§ 21 bis 22b                                |
| StZG                   | Stammzellgesetz | §§ 13                                        |
| SÜG                    | Sicherheitsüberprüfungsgesetz | § 37                                         |
| TabakerzG              | Tabakerzeugnisgesetz | § 3                                          |
| TierNebG               | Tierische Nebenprodukte-Beseitigungsgesetz | § 13a                                        |
| TierGesG               | Tiergesundheitsgesetz | § 31                                         |
| Tier-LMHV              | Tierische Lebensmittel-Hygieneverordnung | § 23                                         |
| TierSchG               | Tierschutzgesetz | §§ 17, 20 und 20a                            |
| TFG                    | Transfusionsgesetz | § 31                                         |
| TLMV                   | Verordnung über tiefgefrorene Lebensmittel | § 7                                          |
| TPG                    | Transplantationsgesetz | §§ 18 und 19                                 |
| TTDSG                  | Telekommunikation-Telemedien-Datenschutz-Gesetz | § 27                                         |
| ÜAnlG                  | Gesetz über überwachungsbedürftige Anlagen | § 33                                         |
| UmwG                   | Umwandlungsgesetz | §§ 346 bis 349                               |
| UmweltHG               | Umwelthaftungsgesetz | § 21                                         |
| UrhG                   | Urheberrechtsgesetz | §§ 106 bis 111                               |
| UStG                   | Umsatzsteuergesetz | § 26c                                        |
| UWG                    | Gesetz gegen den unlauteren Wettbewerb | § 16                                         |
| VAAufsG                | Gesetz über die Beaufsichtigung der Versorgungsanstalt der deutschen Bühnen und der Versorgungsanstalt der deutschen Kulturorchester | § 2                                          |
| VAG                    | Versicherungsaufsichtsgesetz | § 331                                        |
| VereinsG               | Vereinsgesetz | § 20                                         |
| VerkLG                 | Verkehrsleistungsgesetz | § 14                                         |
| VerkSiG                | Verkehrssicherstellungsgesetz | § 26                                         |
| VermAnlG               | Vermögensanlagengesetz | § 28                                         |
| VersammlG              | Versammlungsgesetz | §§ 21 bis 28                                 |
| VkBkmG                 | Verkündungs- und Bekanntmachungsgesetz | § 19                                         |
| VStGB                  | Völkerstrafgesetzbuch | §§ 6 bis 14                                  |
| WaffG                  | Waffengesetz | §§ 51 bis 52a                                |
| WasSiG                 | Wassersicherstellungsgesetz | § 28                                         |
| WeinG                  | Weingesetz | §§ 48 und 49                                 |
| WeinÜV                 | Wein-Überwachungsverordnung | § 39                                         |
| WeinV                  | Weinverordnung | § 52                                         |
| WiSiG                  | Wirtschaftssicherstellungsgesetz | § 18                                         |
| WiStG 1954             | Wirtschaftsstrafgesetz 1954 | § 1                                          |
| WStG                   | Wehrstrafgesetz | §§ 15 bis 48                                 |
| WpHG                   | Wertpapierhandelsgesetz | § 119                                        |
| WpIG                   | Wertpapierinstitutsgesetz | § 82                                         |
| WPO                    | Wirtschaftsprüferordnung | §§ 133b und 133c                             |
| ZAG                    | Zahlungsdiensteaufsichtsgesetz | § 63                                         |
| ZDG                    | Zivildienstgesetz (durch Aussetzung der Wehrpflicht 2011 derzeit bedeutungslos) | §§ 52 bis 54                                 |
| ZFdG                   | Zollfahndungsdienstgesetz | § 105                                        |
| ZHG                    | Gesetz über die Ausübung der Zahnheilkunde | § 18                                         |
| ZKDSG                  | Zugangskontrolldiensteschutz-Gesetz | § 4                                          |
| ZuckArtV               | Zuckerartenverordnung | § 5                                          |